# Virt
Virt (węg. Virt lub Vért) – wieś i gmina (obec) w powiecie Komárno, w kraju nitrzańskim na Słowacji. Leży na Nizinie Naddunajskiej.
Pierwsza wzmianka o miejscowości pochodzi z roku 1256. W połowie XIX wieku Virt połączył się z wsią Radvaň nad Dunajom. W 1990 roku odłączył się i ponownie uzyskał status samodzielnej wsi.
W 2011 roku populacja wynosiła 285 osób, około 59,6% mieszkańców stanowili Węgrzy, 32,3% Słowacy.

## Zabytki
- kościół rzymskokatolicki, barokowy z 1. połowy XVIII wieku (pierwotnie kaplica cmentarna)[9]
- renesansowo-barokowy kasztel, prawdopodobnie z roku 1720, rozbudowany na początku XIX wieku[9]